# Карновский, Марк Ильич
Марк Ильи́ч Карно́вский (укр. Марко Ілліч Карновський; 11 (14) ноября 1912, Киев, Российская империя — 26 декабря 1991, Киев, Украина) — советский и украинский специалист в области акустики. Доктор технических наук (1943).

## Биография
Марк Ильич Карновский родился 11 (14) ноября 1912 года в Киеве.
В 1935 году окончил Киевский политехнический институт. С 1934 года работал в Киевском институте киноинженеров. В 1939—1981 годах работал профессором и заведующим кафедрой акустики и звукотехники электроакустического факультета Киевского политехнического института.
Выступил автором 70 научных трудов, книг и статей. Участвовал в разработке анализаторов звуковых и ультразвуковых диапазонов с применением ферритовых фильтров с переменной настройкой.
Был членом Союза кинематографистов Украинской ССР и КПСС.
Умер 26 декабря 1991 года в Киеве.

## Труды
- Помехоустойчивость типового тракта обнаружения сигналов. К., 1971
- Пространственно-временная обработка акустических сигналов // Акустический журнал. 1972. Т. 25, вып. 2
- Измерения вероятностных характеристик случайных акустических полей // Акустический журнал. 1973. Т. 19, вып. 2
- Проектирование электродинамических громкоговорителей. К., 1974
- О дифракции квазиплоской волны на круглом диске // Вестник Киевского политехнического института. Сер. Радиотехника и электроакустика. 1975. № 12.